# Antônio da Costa Gomes
Antônio da Costa Gomes (Umbuzeiro, 15 de março de 1917 — local e data de falecimento não disponíveis) foi um agricultor, comerciário, empresário e político brasileiro, outrora vice-governador da Paraíba.

## Biografia
Filho de Ananias Rego Gomes e Amélia da Costa Gomes. Sua estreia na política aconteceu como vice-prefeito de Campina Grande. Filiado à ARENA foi eleito deputado federal em 1974, 1978 e 1982, quando já pertencia ao PDS. Em seu último mandato parlamentar ausentou-se na votação da Emenda Dante de Oliveira em 1984 e foi eleitor de Paulo Maluf no Colégio Eleitoral em 1985
Em 14 de maio de 1986, o governador Wilson Braga e o vice-governador José Carlos da Silva Júnior renunciaram aos cargos para concorrer nas eleições daquele ano e assim a Assembleia Legislativa da Paraíba elegeu os novos mandatários do estado após uma gestão interina do desembargador Rivando Bezerra Cavalcanti para um mandato-tampão: em 16 de junho venceu a chapa formada por Milton Cabral e Antônio Gomes, então filiados ao PFL. Contestados judicialmente pelo advogado Geraldo Beltão, os mandatos de Cabral e Gomes foram garantidos por decisão do ministro Néri da Silveira, presidente do Tribunal Superior Eleitoral.
Encerrou sua vida pública ao final do mandato dedicando-se às suas atividades como empresário tendo falecido posteriormente.